# Gila Almagor
Gila Almagor (hebr. גילה אלמגור; ur. 22 lipca 1939) – izraelska aktorka i pisarka.

## Biografia
Gila Almagor urodziła się w Izraelu kilka miesięcy po tym, jak arabski snajper zastrzelił jej ojca, emigranta z Niemiec. Od urodzenia była więc wychowywana przez samotną matkę, która, wskutek narastającej choroby psychicznej stopniowo traciła poczucie rzeczywistości, uważając się za ofiarę Holocaustu. Kiedy konieczna okazała się stała hospitalizacja chorej matki, dziewczynka musiała zamieszkać w sierocińcu. Trudne doświadczenia z dzieciństwa Almagor już jako znana aktorka opisała w dwóch powieściach: Ha-kaitz shel Aviya (Lato Avii) i Etz hadomim tafus, które zostały później przeniesione na ekran – autorka wystąpiła w obu filmach w roli własnej matki.
W wieku 15 lat przeprowadziła się do Tel Awiwu i zgłosiła do szkoły aktorskiej przy teatrze Habima. Mimo młodego wieku została przyjęta i wkrótce dołączyła do zespołu teatru. Obecnie uważana jest za jedną z najwybitniejszych aktorek izraelskich. Wystąpiła w wielu spektaklach teatralnych i ponad czterdziestu filmach. Rola w na poły autobiograficznym filmie Lato Aviyi przyniosła jej międzynarodowe uznanie i nagrodę na festiwalu w Berlinie.
Almagor jest również założycielką fundacji pomagającej chorym dzieciom.

## Wybrana filmografia
- 1963 – Sallah Shabati jako Bathsheva Sosialit[1]
- 1988 – Lato Avii jako Henya Aleksandrowicz
- 2006 – Monachium jako matka Awnera[2]

## Nagrody
- Nagroda na MFF w Berlinie Srebrny Niedźwiedź 1989, Lato Aviyi